# Хейли Коуп
Хейли Кларк, родена Хейли Коуп (на английски: Haley Cope), е бивша американска плувкиня и настояща треньорка и собственичка на школа по плуване.
Тя е родена в гр. Чико, щ. Калифорния на 11 април 1979 г. Участва в Олимпийските игри през 2004 г. в Атина, където печели сребърен медал. Има също така 8 световни титли и световен рекорд - на 50 метра гръб.
Омъжва се за бившия си треньор Браян Кларк през 2002 г. Имат 3 деца. Собственичка е и ръководителка на училище по плуване в Чико. През 2004 година позира гола за списанието Плейбой.